# Футбол в Індії

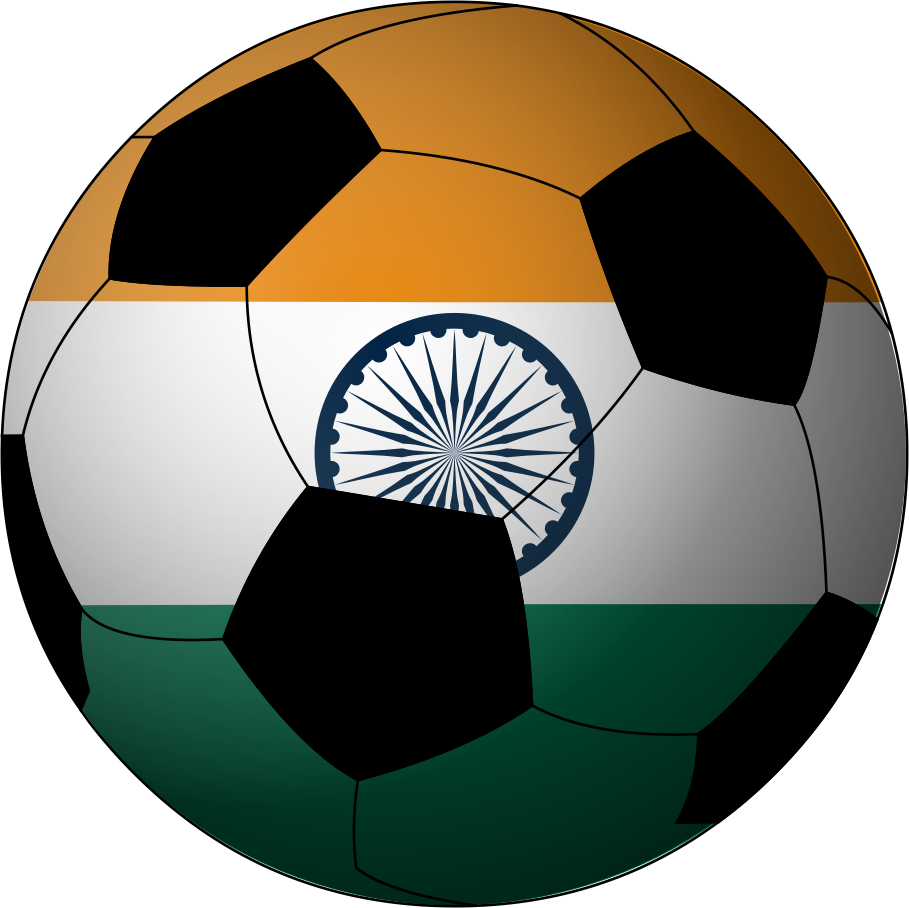

Футбол в Індії значно поступається в популярності тамтешньому крикету, хоча багато команд з національної футбольної ліги засновані в далеких 1880-х років, коли ця гра була започаткована британськими колоніалістами. Всеіндійська федерація футболу (AIFF) є організацією, яка управляє й координує футбольним господарством в Індії. Вона займається національними команди з футболу, а також контролює I-лігу Індії, сприяє діяльності Прем'єр ліги професійних клубів Індії та патронує інші змагання з футболу. AIFF була заснована в 1937 році і стала членом ФІФА в 1948 році після проголошення незалежності Індії в 1947 році.
Найбільші досягнення індійського футболу і національної збірної — «Кубок Азії» — друге місце 1964 році, Азійські Ігри — чемпіони 1951 і 1962 років. На клубному рівні досягнень не було, оскільки місцеві футбольні команди здебільшого аматорського типу й не можуть конкурувати з професійними азійськими клубами, де футбол в суспільній спортивній ієрархії стоїть на кілька щаблів вище.

## Початки футболу в Індії

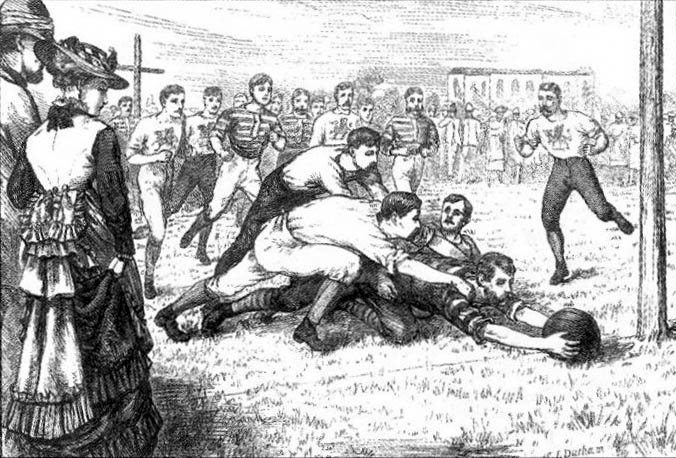
Початки футболу в колоніальній Індії

Футбол в Індії був поширений ще за часів Британської імперії. Багато футбольних клубів в Індії були створені того часу, тому попередні дати створення багатьох світових організацій і клубів, таких, як ФІФА, були набагато пізніше від індійських. Перша футбольна гра записана в анналах індійського спорту відбулася між «Цивільний клуб Калькути» (Calcutta Club of Civilians) і «Джентльмени з Барракпур» (The Gentlemen of Barrackpore) в 1854 році.
«Калькутта ФК» (Calcutta FC) був першою клубом, який було створено в 1872 році, хоча деякі джерела свідчать про те, що вони були спочатку регбійним клубом і звернули свою увагу на футбол лише в 1894 році. Інші з відомих ранніх клубів — «Далгоузі клуб» (Dalhousie Club), «Клуб Трейдерів» (Traders Club) і «Військово-морський клуб Волонтерів» (Naval Volunteers Club).
Спочатку грали між собою тільки армійські команди, однак незабаром було створено кілька клубів і по всій країні (здебільшого де базувалися великі гарнізони англійських військовиків). Відомий ще «Могун Баган Атлетік клуб» (Mohun Bagan Athletic Club) який був створений в Західній Бенгалії в 1889 році. Цей клуб став відомий в 1911 році, коли вони стали першою індійською командою, що перемогла в турнірі «ІФА Шильда» (IFA Shield), раніше цей всеіндійський футбольний турнір виграли тільки британські команди, що базувалися в їх колоніальних гарнізонах в Індії. Вона перемогла команду «Східно-Йоркширського полку» (Eastern Yorkshire Regiment) 2:1 у фіналі турніру, ця перемога й успіх команди все ще розглядається багатьма як найбільше досягнення індійської команди до проголошення Незалежності Індії.
Індійська футбольна асоціація (Indian Football Association) був створена в Калькутті в 1893 році, але не мала тоді ще жодного індійського члена-співзасновника, лишень близько 1930-х років там було зареєстровано кілька індійських представників.
Здебільшого це були представники з тих штатів, де саме футбол культивували — Західна Бенгалія, Гоа, Керала і ще в кількох районах на північному сході Індії. Пізніше в футбол почали грати ще й в штатах Маніпур, Мізорам і Сіккім.

## Часи проголошення незалежності Індії

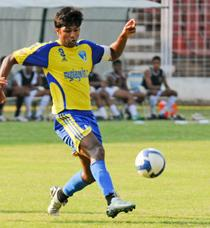

В такій великій країні футбольні змагання проводилися хаотично й завдяки підтримки різних, навіть не спортивних структур. До певного часу така ситуація задовольняла всіх, але з часом в кількох регіонах футбол здобув суттєву підтримку серед його мешканців. Було сформовано кілька спортивних команд, а це вже вимагало певної їх структуризації. Тому найпершою такою структурою стала Індійська футбольна асоціація — ІФА (India Football Association), яка була організацією, що адмініструвала футбольні справи в штаті Західна Бенгалія — головному футбольному осередку тодішньої Індії. Ця найстаріша футбольна асоціація в Індії була заснована в 1893 році. Серед її засновників був колишній футболіст збірної Англії (котрий проходив тут службу) — Ельфінстоун Джексон (Elphinstone Jackson).
Всупереч назві, Асоціація не проводила ігри по всій Індії, одначе до формування АІФФ ця структура була де-факто керуючим органом футболу в Індії в силу своєї адміністрації — англійців, а також її приналежність до Футбольної Асоціації Англії. Саме цю асоціацію й визнавали в світову футболі тих часів, оскільки вона відігравала важливу роль у створенні футболу на національній основі в Індії та найкраще культивувала футбол в своєму регіоні. Тому свідчать результати, що показували команди з Бенгалії, які завжди були на «кілька голів» вищі за своїх опонентів.
Клуби з-за меж Західної Бенгалії скаржилися на відсутність нейтралітету у своїх запитах чи справах в Асоціації. Таке розчарування клубів і їх меценатів призвело до утворення асоціацій в інших регіонах чи провінціях, особливо це вирізнялося у західній частині Індійського пів-острова, вони воліли регулюватися самими собою, а не по ІФА. Так тривало майже до середини ХХ століття, але подальші події змушували їх до кооперації та дружніх кроків одне до одного. Тому в переддень здобуття Незалежності, спортивні індійські асоціації першими вийшли на усвідомлення концентрації зусиль й спільного представництва та відстоювання своїх інтересів в загальноіндійському рівні. Тому таки, ІФА сприяла формуванню Всеіндійської федерації футболу уже разом з іншими повноправними асоціаціями.

### Створення Всеіндійської федерації футболу

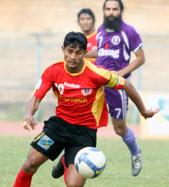
300x

На 23 червня 1937 року в штаб-квартирі англійської колоніальної армії, місті Сімлі, була створена «Всеіндійська федерація футболу» (All India Football Federation), на цих зборах були присутні представники футбольних асоціацій з шести регіонів, де футбол був дуже популярною грою в ті дні. Шести тими регіональними представниками, які брали участь в цьому історичному засіданні були: «Індійська футбольна асоціація — ІФА» (Indian Football Association (IFA)) в числі керівників цієї гри в Бенгалії, «Армійська спортивна наглядова Рада» (Army Sports Control Board), «Асоціація Сполучених Провінцій» (Association United Provinces), Асоціація Біхару (Association Bihar), Північно-Західна індійська футбольна асоціація (North West India Football Association) і Асоціація Делі (Association Delhi).
Після декількох зустрічей і запеклих інтенсивних обговорень Всеіндійська федерації футболу (АІФФ) з'явився на світ влітку 1937 року. Після здобуття Незалежності, AIFF прагнула підтвердити свою приналежність світового футбольного середовища, через участь в організації ФІФА. Таким чином, після одинадцять років після заснування, АІФФ приєдналася до ФІФА в 1948 році. Відтоді АІФФ відіграє активну роль у розвитку футболу, причому не тільки в країні, але й в Азії. Індія була одним з членів-засновників Азійської футбольної Конфедерації — АФК (Asian Football Confederation (AFC)) у 1954 році, яка була створена, коли кілька азійських делегатів зустрілися на 2-х Азійських іграх в Манілі в 1954 році.

### Босий футбол

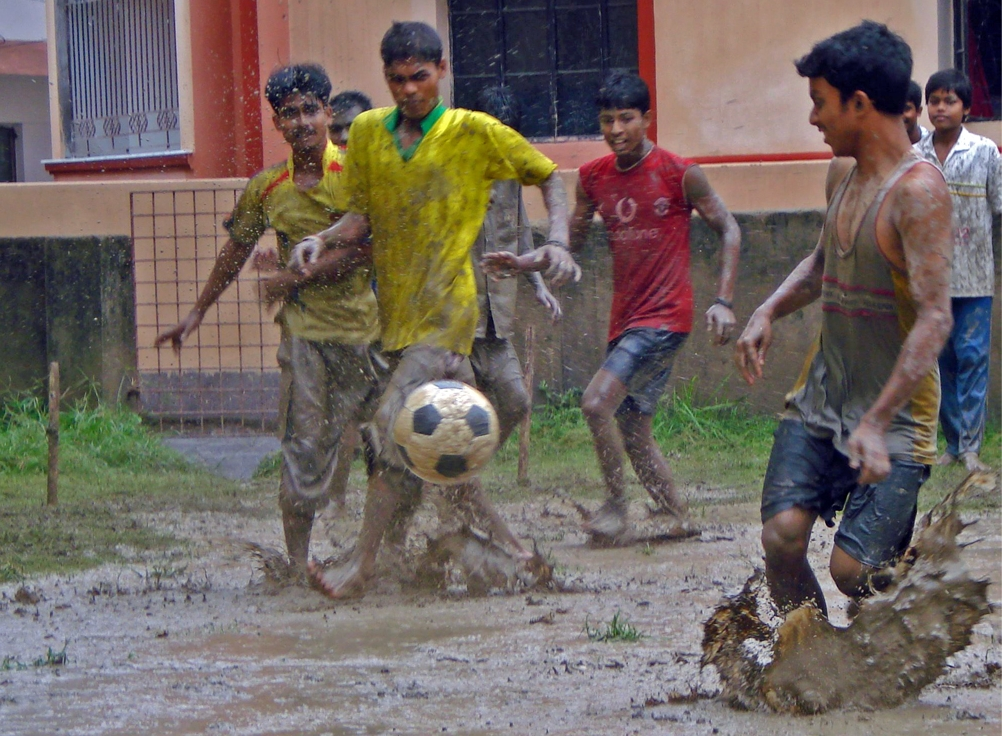
Юнаки грають у футбол у Колкаті

Усі люди починали ганяти м'яча ще з дитинства, тому кожному знайоме те відчуття м'яча на босій нозі. Особливо на зорі становлення футболу, як виду спорту — це був найголовніший атрибут тодішніх спортовців. Та з приходом технологічної ери і в силу фізичних обставин (погода, неякісні спортивні майданчики, травматизм …) й, особливо, певна комерціалізація цього виду спорту — все це призвело до введення в футбол певних елементів, що на думку багатьох покращували його як з видовищної так й результативної сторони. Одним з таких елементів стали футбольні черевики — бутси (спочатку з набитими цвяхами, потім штирями чи врізними шурупами тепер пластикові чи на металічній основі шипи. Звичайно супроти таких обладунків на босу ногу не підеш, тому й подалі в регламентах змагань вводилася норма обов'язкової спортивної амуніції.
Тільки от в Індії час ніби то зупинився. До середини XX століття більшість футболістів ганяли м'яча босоніж. Навіть по-декуди й англійські футболісти в колоніальних командах виступали в такий спосіб. Навіть Федерація футболу Індії була не в змозі пояснити справжні причини цього унікального явища, списуючи його на данину традиції:
Перший успіх прийшов до збірної Індії на наступний рік після здобуття країною незалежності: команду запросили у фінальну стадію олімпійського футбольного турніру і влітку 1948 року вона прибула до Лондона. І в першому ж матчі індійці зійшлися зі збірною Франції і поступилися — 1:2 французам. Але публіка була вражена. Здивування викликав навіть не рахунок, а те, що в світ великого футболу молода республіка вступила босоніж — практично всі футболісти вийшли на гру без взуття. Це був доволі дивний матч, але пам'ятний для англійських вболівальників.
Інтерес до цього явища незабаром змінився нерозумінням. У 1950 році збірна Індії потрапила в число фіналістів Чемпіонату Світу, але в Бразилії так і не зіграла. ФІФА, вважаючи що гра босоніж неприйнятна на матчах такого високого рівня, настійно рекомендувала футболістам перевзутися в бутси. Відмова від таких умов з індійської сторони стала офіційною причиною неявки команди на турнір. Пожертвувавши заслуженої путівкою на Мундіаль, індійці продовжили грати без взуття. Згадує очевидець матчу між збірними СРСР та Індії А. М. Дубянський: „Індійці нічим особливо не запам'яталися — наші впевнено «розкотили» їх. Хіба що чотири людини у них вийшли босоніж грати…“ Іще доволі часто в офіційних матчах кілька індійців таки виходили на гру босоніж.
Уже з 70-х років ХХ століття це перестало спостерігатися в індійській збірній, хоча ще до середини 80-х років значна частина місцевих футболістів продовжувала грати в футбол на босу ногу.

## Становлення футболу в незалежній Індії
Футбол в Індії знаходиться у веденні Всеіндійської федерації футболу (АІФФ), яка є членом регіональної Азійської футбольної Конфедерації, а також світового футбольного органу — ФІФА. Рейтинг ФІФА — 126, AFC (азійський) — 22. Кольори національної збірної — світло-блакитні футболки, темно-блакитні труси.
Індійська національної команда бере участь в регіональних турнірах й особливо в Кубку Азії, а також Кубок світу. Збірна жіноча по футболу також грає у різних турнірах, як і молодіжна футбольна дружина, якою опікується міністерство спорту Індії. У вересні 2006 року, Індія і Бразилія, через своїх урядовців, підписали угоду, яка виводить схему підготовки індійських гравців і тренерів бразильськими спеціалістами.
Колката (колишня Калькутта), в штаті Західна Бенгалія, вважається головним центром індійського футболу. The city contains the two most famous Indian teams East Bengal Club and Mohun Bagan AC. В місті базуються дві найвідоміші індійські команди «Клуб Східної Бенгалії» (East Bengal Club) і «Могун Баган Атлетік» (Mohun Bagan AC). Дербі між цими двома клубами є популярними подіями в Калькутті та Індії.
Структурно, індійський футбол складається з тридцяти трьох асоціацій індійських штатів, що входять до АІФФ. Ці громадські об'єднання мають свої власні статути і структуру, іноді їх положення суперечать загальним положенням АІФФ. Залежно від розмірів штату, комплектується ця асоціація його окружними об'єднаннями, що входять до цієї асоціації. Клуби входять до складу окружних асоціацій, невеликих штатах клуби безпосередньо пов'язані з асоціацією цього штату.
Кожний індійський штат проводить свої власні змагання. Змагання на окружному рівні. Є також подекуди тьурніри й серед районів в деяких округах. Існує багато розходжень у функціонуванні цих асоціацій штатів та їх змаганнях. Кілька футбольних асоціацій штатів, які мають у своєму розпорядженні значніші ресурси, мають добре оснащені й укомплектовані офіси та проводять якісні змагання. Але деякі з інших асоціацій мають тільки одне приміщення під офіс, де секретар або будь-який інший службовець приходить на роботу (доволі часто за сумісництвом).

## Національна футбольна команда Індії

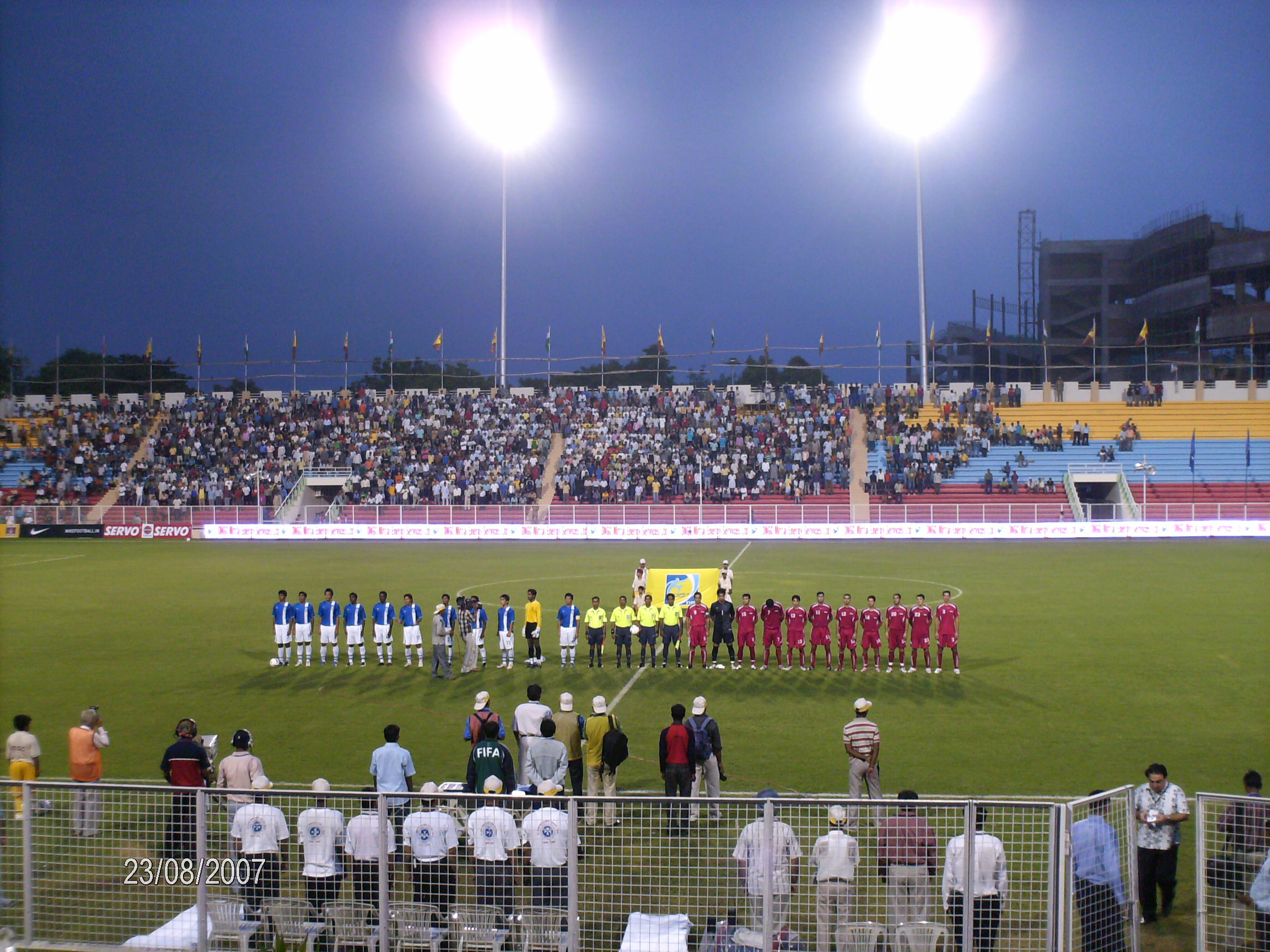
Індійська збірна перед знаковою перемогою над сирійцями

З моменту входження до ФІФА індійський футбол отримав підтримку від керівництва цієї світової футбольної структури. Так індійська національна футбольна команда була запрошена, навіть не проходячи відбірних раундів, в 1950 році на Кубок Світу в Бразилію, але ті фінансові проблеми й доволі довга морська подорож відлякали керівництво Індії та ще й той факт, що їх футболісти все ще грають босоніж переконало таки їх, що це не дозволяє їм з'являтися на світовому футбольному форумі. А далі з незрозумілих причин до 1986 року Індія взагалі не брала участі у кваліфікаційному раунді світової футбольної першості.
Надалі національна футбольна дружина брала участь в різних товариських чи інших незначних офіційних змаганнях — але завжди це було не вдало, що свідчило про низьку кваліфікацію саме індійських футболістів. Підтвердженням ставали турніри на Олімпійських іграх, до яких команда попадала без кваліфікацій й завжди програвала підтверджуючи своє фіаско в цих турнірах.
Тільки після маленької сенсації 1956 року на Олімпіаді в Мельбурні, коли індійська команда, босоніж, дойшла до 4-місця, з'явилися перші успіхи індійського футболу, і особливо в азійських турнірах, де ще доля посміхалася національній команді. Це характерно було в «золотий вік індійського футболу» коли їх команда вигравала в 1951 році і 1962 році футбольний турнір в Азійських іграх і ще двічі досягала півфіналу в двох інших таких турнірах помежи 1951—1962 роки. А в 1964 році ця команда стала другою на Кубку Азії.
Надалі світовий футбол в своєму розвитку далеко вирвався вперед, тому якихось успіхів на міжнародній арені в національної футбольної команди Індії не спостерігалося. Окрім принципових (з політичних та культорних причин) двобоїв з збірною командою Пакистану та постійним дружнім суперництвом з командою з Мальдівських островів — команда не відзначалася. Тепер з більшою переорієнтацією футболу з спортивного явища в комерційне русло — збільшилися перспективи в його розвитку і в Індії. Національна команда також почала відчувати підтриму футболу від державних та приватних структур.

## Клубний футбол Індії
Клубний футбол Індії, попри його давню історію, лише в останні 20 років розпочав свою бурхливу діяльність, цьому сприяє залучення спонсорів та організаційних навколофутбольних структур.

### Футбольні турніри Індії
Перелік усіх загальноіндійських футбольних змагань (у порядку спадання) згідно з їхньою значущістю.
- (ONGC Nehru Cup) ОНҐК Кубок Неру
- (I League) 1-ша ліга
- (I League Second Division) 1-ша ліга — Другий дивізіон
- (Junior I league) Джуніор 1-ша ліга
- (Federation Cup) Кубок Федерації
- (Santosh Trophy) Сантош Трофі
- (Dutta Ray Trophy — U 21) Датта Рай Трофі — U 21
- (Dr. BC Roy Trophy) — Доктор БС Рой Трофі
- (Mir Iqbal Hussain Trophy) Містер Ікбал Гуссейн Трофі
- (Senior Women National) Сеньйор Вумен Нашіонал
- (Junior Girls NFC) Джуніор Ґьорлс НФК
- (Sub Junior Girls NFC) Нижча Джуніор Ґьорлс НФК
- (Grassroots & Youth) Низові і молодіжні ліги
- (U-13/U-14 Football) U-13/U-14 футбольні турніри

### футбольні клуби Індії

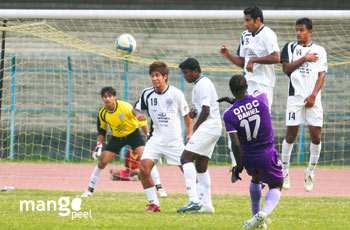
1-а національна ліга в розвитку

- (Air India — Mumbai, Maharashtra) «Ейр Індія» — Мумбаї, Махараштра
- (Bengal Mumbai FC — Mumbai, Maharashtra) «ФК Бенгалія Мумбаї» — Мумбаї, Махараштра
- (Churchill Brothers SC — Margao, Goa) «Черчілль Бразерс СК» — Маргало, Гоа
- (Dwarka FC — Sec-19, Dwarka, Delhi) «ФК Дварка» — Сектор-19, Дварка, Делі
- (East Bengal Club — Kolkata, West Bengal) «Клуб Східна Бенгалія» — Калькутта, штат Західна Бенгалі
- (FC Kochin — Cochin, Kerala) «ФК Кочін» — Кочін, Керала
- (HAL — Hindustan Aeronautics Limited — Bengaluru, Karnataka) «ІАЛ Індустан Аєронавтик Лімітед» — Бангалор, Карнатака
- (JCT — Jagatjit Cotton and Textile Mills FC — Phagwara, Punjab) «ДжКТ Джаґатджіт Коттон енд Текстіл Міллс ФК» — Пгаґвара, Пенджаб
- (Mahindra United — Mumbai, Maharashtra) «Магіндра Юнайтед» — Мумбаї, Махараштра
- (Mohammedan Sporting — Kolkata, West Bengal) «Мухаммедан Спортінґ» — Калькутта, штат Західна Бенгалія
- (Mohun Bagan — Kolkata, West Bengal) «Могун Баган» — Калькутта, штат Західна Бенгалія
- (Salgaocar — ???, Goa) «Салґоака» -, Гоа
- (SBT — State Bank of Travancore — Trivandrum, Kerala) «СБТ — Банк штату Траванкур» — Трівандрум, Керала
- (TFA — Tata Football Academy — Jamshedpur, Jharkhand) «ТФК — Тата футбольнА академіЯ» — Джамшедпур, Джарханд
- (Tollygunge Agragami — Kolkata, West Bengal) «Толлиґунґе Аґраґамі» — Калькутта, штат Західна Бенгалія
- (Vasco SC — Vasco, Goa) «СК Васко» — Васко, Гоа

### відомі футболісти Індії

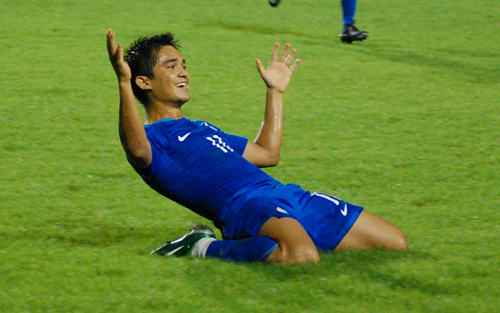
Суніл Четрай (Sunil Chetri)

Суперлегенда — Байчунґ Бгутья (Baichung Bhutia) з північно-східного штату Сіккім, біля самого кордону Китаю. Грав у 1999—2001 роках за англійський клуб «Барі ФК» (Bury FC). Зараз грає за «Могун Баґан Атлетік» (Mohun Bagan AC (Calcutta)).
- Салін Манна (Sailen Manna)
- Чуні Ґосвамі (Chuni Goswami)
- Прадіп Кумар Банерджі (Pradip Kumar Banerjee)
- Тулсідас Баларам (Tulsidas Balaram)
- Невіл д'Соуза (Neville D'Souza)
- І Віджаян (І Vijayan)
- Суніл Четрай (Sunil Chetri)
- Ренеді Сінґх (Renedy Singh)
- Мохаммед Салім (Mohammed Salim)
- Шанмуґам Венкатеш (Shanmugam Venkatesh)

### Жіночий футбол в Індії
Жіночий футбол ще важче, від чоловічого, торував собі шлях в індійському суспільстві. Він взагалі брав початки з 90-х років XX століття, хоча й за підтримки владних структур країни та футбольних керівників регіонів.
Ігри жіночих команд, як і чоловічих, теж розпочиналися в штаті Західна Бенгалія. Великікоманди «ФК Калькутта», «Східний Бенгал» і «Могун Баган», почали освоювати фіночий футбол в своїх клубах в сезоні 2000/01 років, і вони брали участь разом з іншими командами в жіночій футбольній лізі Калькутти. Проте нещодавно виявилося, що гравці з Маніпура зробили також значний крокв цьому напрямку. Саме тому гравці з цих двох штатів, становлять значну частину Індійської Національної жіночої футбольної команди.
Деякі жінки футболістки, завдяки своїй грі, отримали визнання поза межами країни, так у лютому 2000 року Суджата Кар і Альпана Сіл стали першими індійськими футболістками, що підписати контракт за межами самої Індії, з німецькою командою «ТСВ Крайльсгайм» (TSV Crailsheim), що виступала в 2-й бундеслізі (жінки).
Але поки що стан жіночого футболу в Індії перебуває в зародковому стані, формуються молодіжні колективи та ліги, започатковуються дитячі турніри, форматується й почала діяти на аматорських засадах доросла ліга для жінок. Федерація надає посильну допомогу збірній команді країни та проводить організаційні діяння для всього жіночого футболу. Тому, коли ще за декілька років буде відлагоджено ці всі механізми та залучаться спонсори й телевізійні канали — тоді й буде перспектива в розвитку жіночого футболу (як і жіночого спорту) в Індії.

## Висвітлення й популяризація футболу

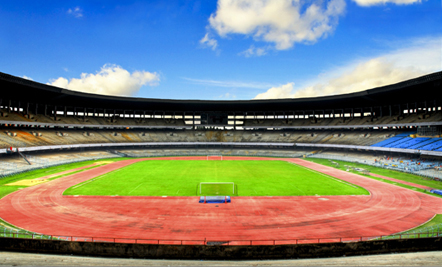
«Salt Lake Stadium» — триярусний стадіон на 120 000 місць у Колкаті

Популяризація спорту, як такого, завжди в інтересах держави та особисто індивіда. Майже до кінця XX століття владні структури цим не переймалися взагалі. Лише після того як спорт, переріс себе як явище суспільне й частково став комерційною складовою в світовій економіці, тоді державні структури країни взяли опікуватися й спортом. Звичайно найбільше уваги приділялося найпопулярнішим видам спорту (крикет та хокей на траві). Але з часом держава та комерційні струкдури Індії почали надавати свою допомогу й футболу.
Звичайно частка футболу в суспільній увазі індійців набагато менша від крикету, тому серед дітей та молоді, які обожнюють свою крикетську дружину, футбол на менших ролях. Через це ще мало організовано дитячи футбольних шкіл та команд, навіть не зважаючи на підтримку вцьому питанні місцевих та світових футбольних структур.
Доволі суттєвою підтримкою для футболу стало формування місцевого футбольного фан-руху (в крикеті таке явище не заохочувалося й не розвинулося). Тому культура фан-руху поволі та перекочовує з Калькути (найпопулярніші міські дербі) до інших міст й селищ, залучаючи до своїх рядів молодь, певна частка якої, згодом таки, обирає собі шлях навколофутбольний.
Крім цього, значну роль в індійській громаді грає телебачення й кіноіндустрія, які все ж таки набагато більше уваги також приділяють крикету та хокею. Хоча й на території країни ретранслюють ESPN Asia і Star Sport, але й там інформація футбольна доволі куца. Та ще й здебільшого можна побачити трансляції іспанської Примери та англійської Premier League, а про національний футбол жодної інформації. Така ж картина прослідковується з кабельними та приватними каналами, де про місцевий футбол можна дізнатися тільки з новин, про трансляції мова майже не йде. Тому й доволі важко таки проторовує собі дорогу футбол в Індії.
Звичайно картина не така катастрофічна, адже світові спортивні впливи та тенденції, інтернет та певна підтримка державних і футбольних структур, сюжети на державних каналах та ентузіазм спонсорів й простих футболістів роблять свою справу — футбол стає популярнішим на теренах Індостану.